# Plum Island
Plum Island est une île du lac Michigan, au large de la pointe de la péninsule de Door dans le comté de Door de l'État américain du Wisconsin. Elle est a proximité de Washington Island. 
L'île est inhabitée. Elle est un sanctuaire d'oiseaux sous le contrôle de l'United States Fish and Wildlife Service et fait partie du Green Bay National Wildlife Refuge . L'île abrite le phare arrière de Plum Island. Il y a environ 250 épaves au large des côtes de l'île.

## Conflit frontalier
L'île a fait l'objet d'un litige frontalier entre le Wisconsin et le Michigan. Le texte de 1836 définissant la frontière entre les deux états américains était à l'origine définie comme le chenal maritime le plus usuel entre la baie de Green Bay et le lac Michigan, mais deux routes commerciales existaient, à la fois au nord et au sud de l'île, ce qui a entraîné le différend frontalier. En 1936, la Cour suprême des États-Unis a conclu dans un arrêt (Wisconsin v. Michigan (en)) que Plum Island et trois autres îles faisaient partie du Wisconsin.

## Galerie

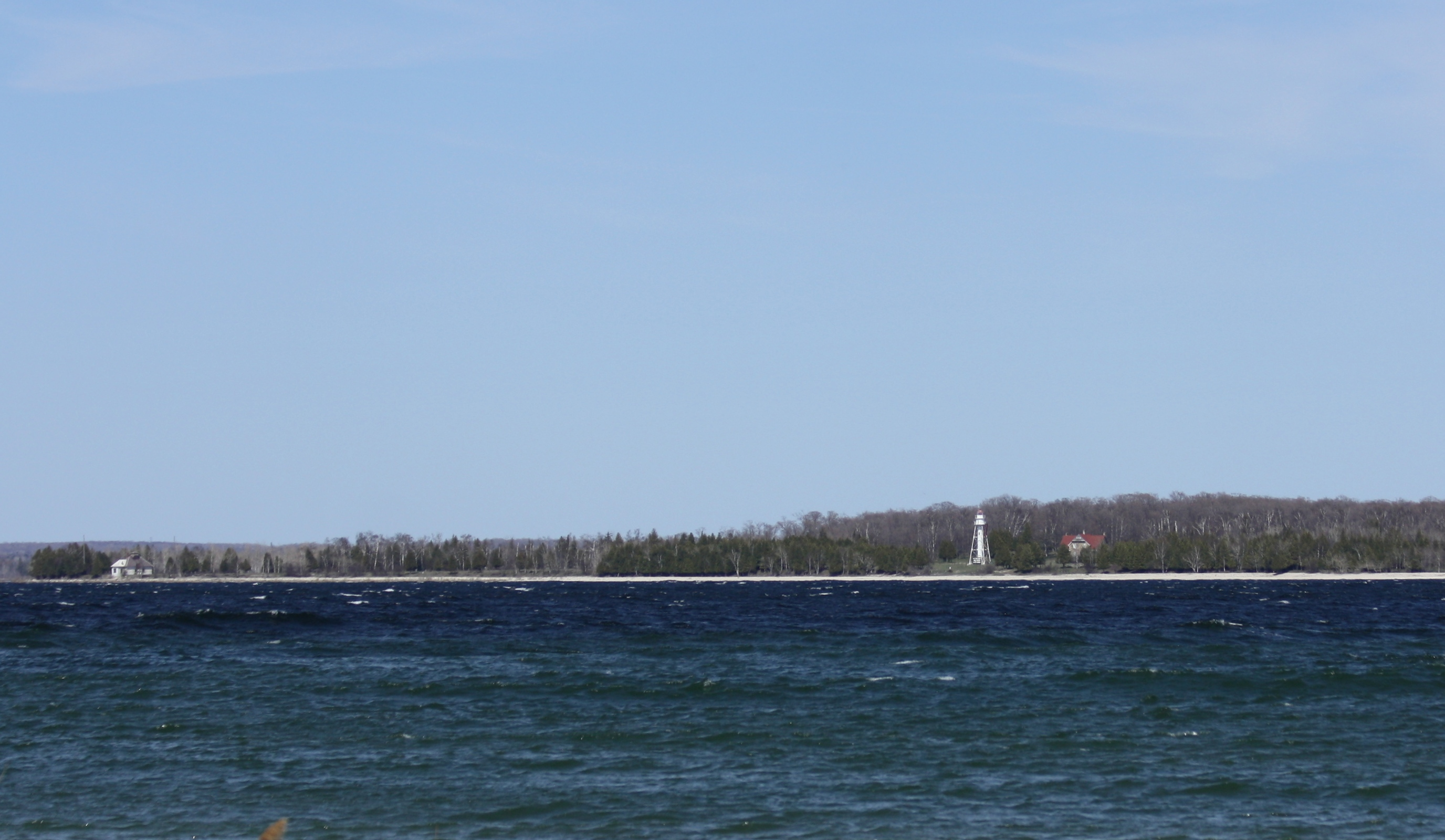
PlumIsland
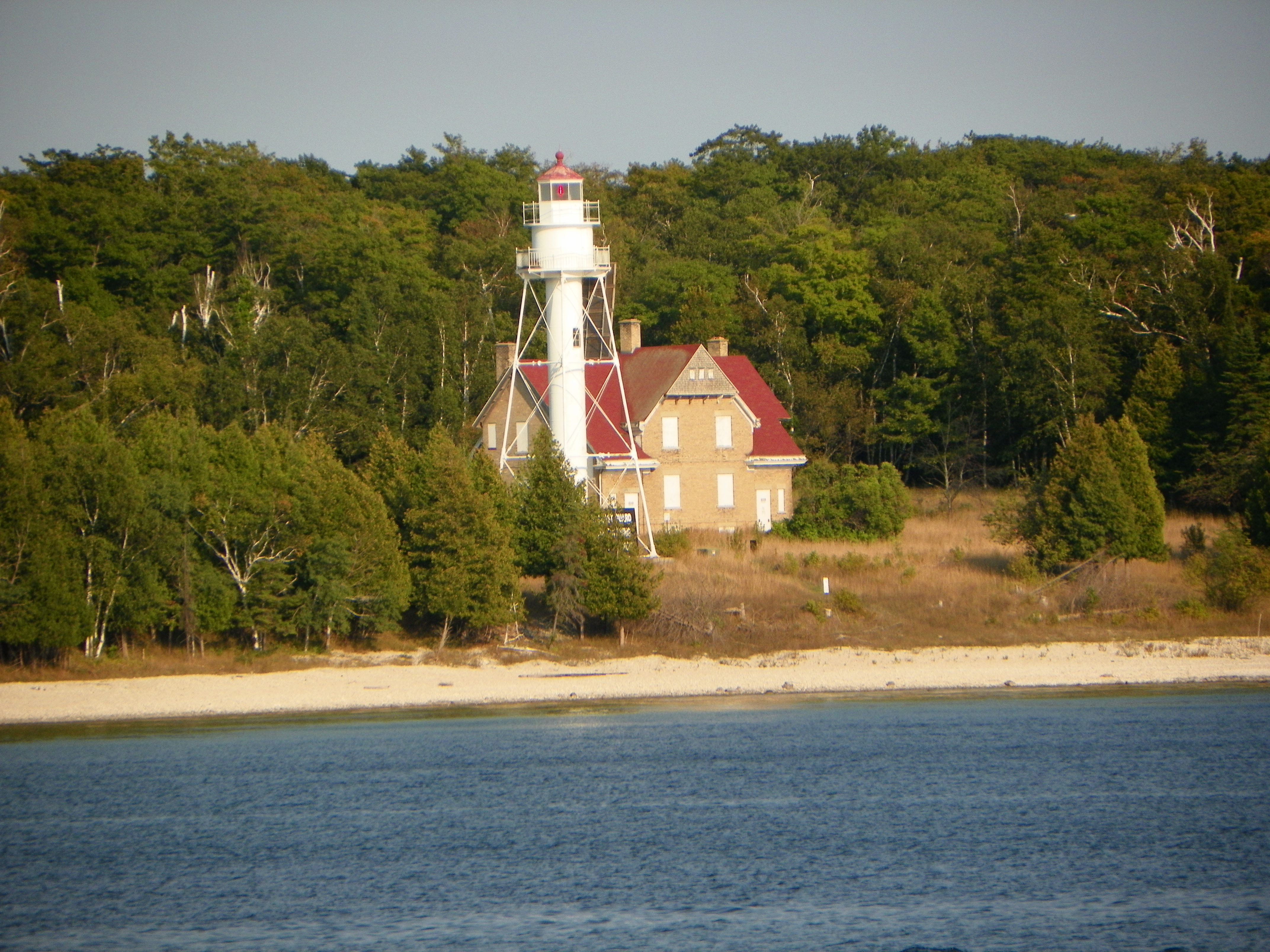
Le phare
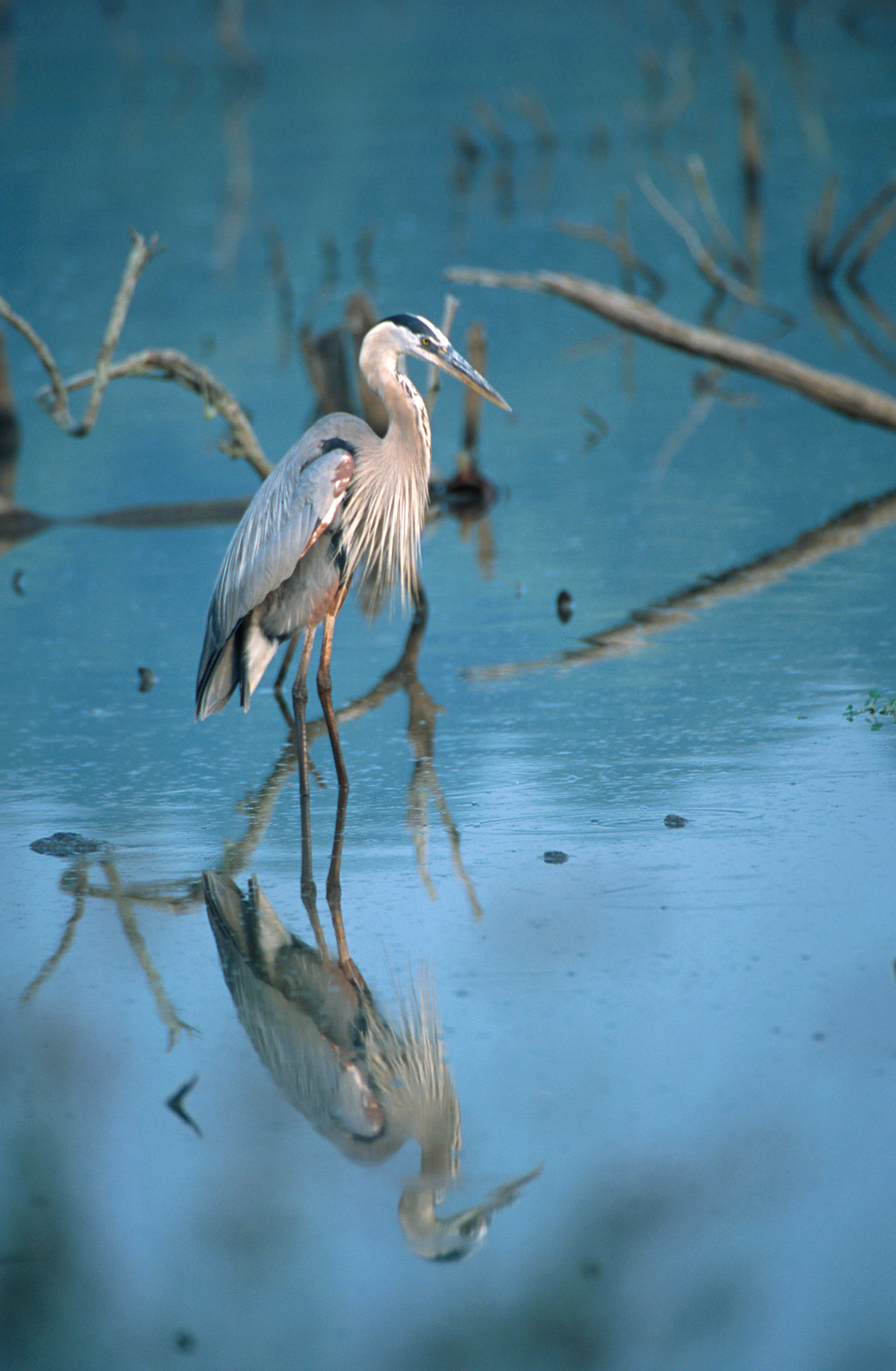
Héron bleu